# Suppletion
Unter Suppletion (von lateinisch supplere ‚ergänzen‘, auch Suppletivismus) versteht man in der Sprachwissenschaft die Bildung verschiedener Wortformen eines Flexionsparadigmas unter Verwendung „verschiedener“ Wurzeln. Im Gegensatz dazu stehen nicht-suppletivische Paradigmen, bei denen alle Formen auf dieselbe Wurzel zurückführbar sind. Suppletivsysteme kommen vor allem bei häufig gebrauchten Wörtern vor.

## Beispiele

### Adjektive
Als Beispiel seien drei Adjektive genannt. In der ersten Zeile steht ein deutsches nicht-suppletivisches Paradigma (hell), in der zweiten ein deutsches suppletivisches (gut). In der dritten Zeile steht ein lateinisches suppletivisches Adjektiv (bonus, was auch „gut“ heißt), um zu demonstrieren, dass sich ein Suppletivsystem (kurz für „suppletivisches Paradigma“) auf das ganze Paradigma ausdehnen kann.
|                              | Positiv | Komparativ | Superlativ  |
| ---------------------------- | ------- | ---------- | ----------- |
| Deutsch, nicht-suppletivisch | hell    | heller     | am hellsten |
| Deutsch, suppletivisch       | gut     | besser     | am besten   |
| Latein, suppletivisch        | bonus   | melior     | optimus     |

### Verben
Viele indogermanische Sprachen haben Suppletivsysteme in den Verben:
|          | Infinitiv | Präsens | Präteritum | Perfekt |
| -------- | --------- | ------- | ---------- | ------- |
| Deutsch  | sein      | bin     | war        | gewesen |
| Englisch | go        | go      | went       | gone    |
| Latein   | esse      | sum     | eram       | fuisse  |

### Nomina
In indogermanischen Sprachen ist Suppletion bei Nomina seltener.
|            | Singular       | Plural         |
| ---------- | -------------- | -------------- |
| Englisch   | person         | people         |
| Deutsch    | Bergmann       | Bergleute      |
| Bretonisch | buoc'h (‚Kuh‘) | saout (‚Kühe‘) |

## Unterscheidung von anderen Stammänderungen

### Stammänderung durch Umlaut und Ablaut
Im Deutschen und den germanischen Sprachen überhaupt tritt im Paradigma oft eine Änderung des Stamms durch Umlautung oder Ablautung ein. Auch wenn sich dadurch der Wortstamm ändert, ist dies keine Suppletion, denn der ursprüngliche Stamm bleibt gleich:
- stark – stärker – am stärksten
- singen – sang – gesungen

### Stammänderung durch Lautwandel
Auch der Wechsel von genus zu generis (Latein für „Geburt“, „Abkunft“) ist keine Suppletion, sondern gründet in einem lautgesetzlichen Vorgang: /s/ zwischen Vokalen wandelte sich in der vorklassischen Periode zu /r/ (Rhotazismus).

### Anlautmutation
Auch die Anlautmutation, die in den inselkeltischen Sprachen auftritt, ist keine Suppletion. Beispiel aus dem Neuirischen: a bhád (sein Boot), a bád (ihr [Singular] Boot), a mbád (ihr [Plural] Boot).